# Straight on Till Morning
Straight on Till Morning ist ein Jazzalbum von Butch Miles. Die am 3. und 4. Januar 2003 in den Pedernales Studios in Spicewood, Texas,  entstandenen Aufnahmen erschienen am 30. September 2003 auf Nagel-Heyer Records. Es war das letzte Album des Schlagzeugers unter eigenem Namen; Miles starb im Februar 2023 im Alter von 78 Jahren.

## Hintergrund
Butch Miles nahm das Album mit Bob Ojeda (Trompete), Bill Porter (Posaune), Doug Lawrence (Tenorsaxophon), Kenny Drew Jr. (Piano) und Lynn Seaton (Kontrabass) auf. Trompeter Bob Ojeda arrangierte acht der elf Stücke und steuerte sechs eigene Kompositionen bei. Alex Saudargas gastierte bei „Dreamsville“ an der klassischen Gitarre, während Frank Wess (Tenorsaxophon und Flöte) bei sechs Stücken zu hören ist. Bassist Lynn Seaton steuerte einige humorvolle Slam-Stewart-artige Gesangsbeiträge zu „Frank’s Blues“ bei.

## Titelliste
- Butch Miles: Straight on Till Morning (Nagel Heyer Records CD 089)[3]

1. Hangover Blues 3:45
2. Another Drum Thing 4:56
3. Frank's Blues 4:23
4. Cute (Neal Hefti) 3:51
5. Dreamsville (Henry Mancini) 7:18
6. When You Wish Upon a Star (Leigh Harline, Ned Washington) 6:46
7. A Flower Is a Lovesome Thing (Billy Strayhorn) 8:15
8. Quick Fix 3:21
9. After Hours 5:52
10. Outside Inn 5:58
11. I'm Leavin’ (Butch Miles) 4:11

Wenn nicht anders vermerkt, stammen die Kompositionen von Bob Ojeda.

## Rezeption
Scott Yanow verlieh dem Album in Allmusic vier Sterne und schrieb, Butch Miles, der langjährige Schlagzeuger des Count Basie Orchestra, würde auf dem Album eine Hardbop-orientierte Session leiten. Obwohl Miles am meisten mit modernem Swing in Verbindung gebracht werde, klinge diese Musik etwas aktueller, auch wenn sie stark swinge. Saxophonist Doug Lawrence hätte einige feine Soli, Posaunist Bill Porter zeige einige einfallsreiche Ideen, Pianist Kenny Drew Jr. spiele einige kraftvolle Improvisationen und Lynn Seatons Soli mit gestrichenem Bass seien ein Highlight des Albums. Mit Butch Miles, der alle antreibe, sei dies ein häufig aufregendes Album voller subtiler Überraschungen, einschließlich einer humorvollen Überarbeitung des Klassikers „When You Wish Upon a Star“.
Nach Ansicht von Dr. Judith Schlesinger, die das Album in All About Jazz rezensierte, sei dies ein weiteres Juwel für diejenigen, die „ihren Swing gerne pur serviert bekommen“. Dies sei eine treibende, fröhliche Session, bei der die Gruppe erst nach der Hälfte des Programms mit „A Flower is a Lovesome Thing“, der einzigen Ballade, wieder Atem schöpfen könne. Sogar „When You Wish Upon a Star“ werde beschleunigt dargeboten. Die meisten Kompositionen Bob Ojedas seien im Allgemeinen eher Arbeitsflächen für die Band, auf denen sie sich entfalten könnten, als melodische Wegbereiter. Aber wenn man bedenke, wie gut dies diese Gruppe mache, sei das überhaupt keine schlechte Sache.